# Montchevreuil
Montchevreuil est une commune nouvelle française située dans le département de l'Oise, en région Hauts-de-France. Elle résulte de la fusion — au 1er janvier 2019 — des communes de Bachivillers et Fresneaux-Montchevreuil.

## Géographie

### Localisation

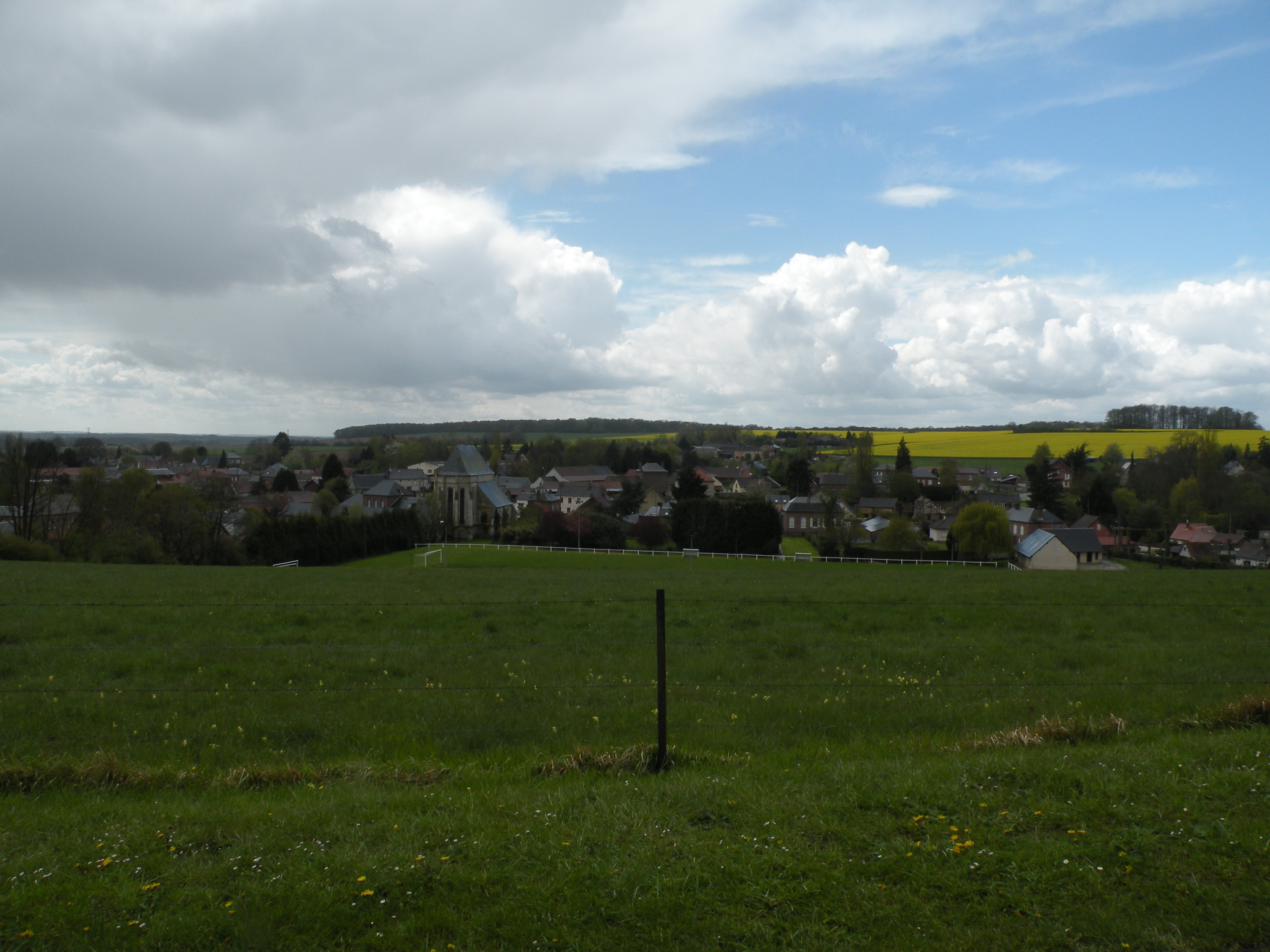
Fresneaux-Montchevreuil

Montchevreuil est  un bourg périurbain picard situé en limite sud du pays de Thelle, au creux d'une vallée et dominée par les ruines de son château. Il se trouve  à une vingtaine de kilomètres à l'est de Gisors et à la même distance au sud-ouest de Beauvais.

### Communes limitrophes
| Jouy-sous-Thelle  | Le Mesnil-Théribus | Les Hauts-Talican |
| La Corne en Vexin | Montchevreuil      | Pouilly           |
| Fleury            | Fresne-Léguillon   | Senots            |

### Hydrographie
La commune est située dans le bassin Seine-Normandie. Elle est drainée par le ru du Mesnil,.
Le ru du Mesnil, d'une longueur de 11 km, prend sa source dans la commune de Le Mesnil-Théribus et se jette  dans la Troesne à Fleury, après avoir traversé cinq communes.

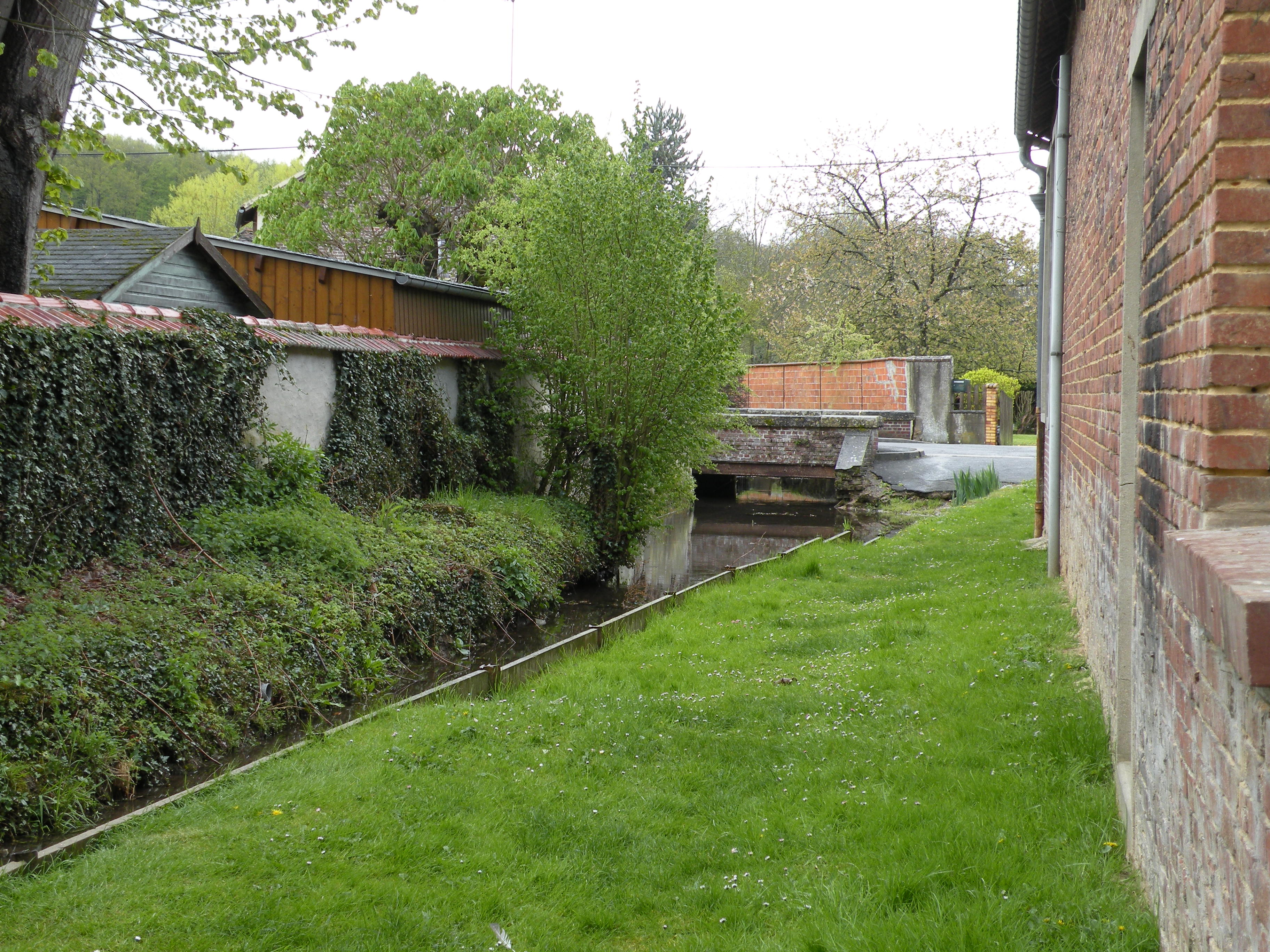
Le Ru de Fresneaux-Montchevreuil.
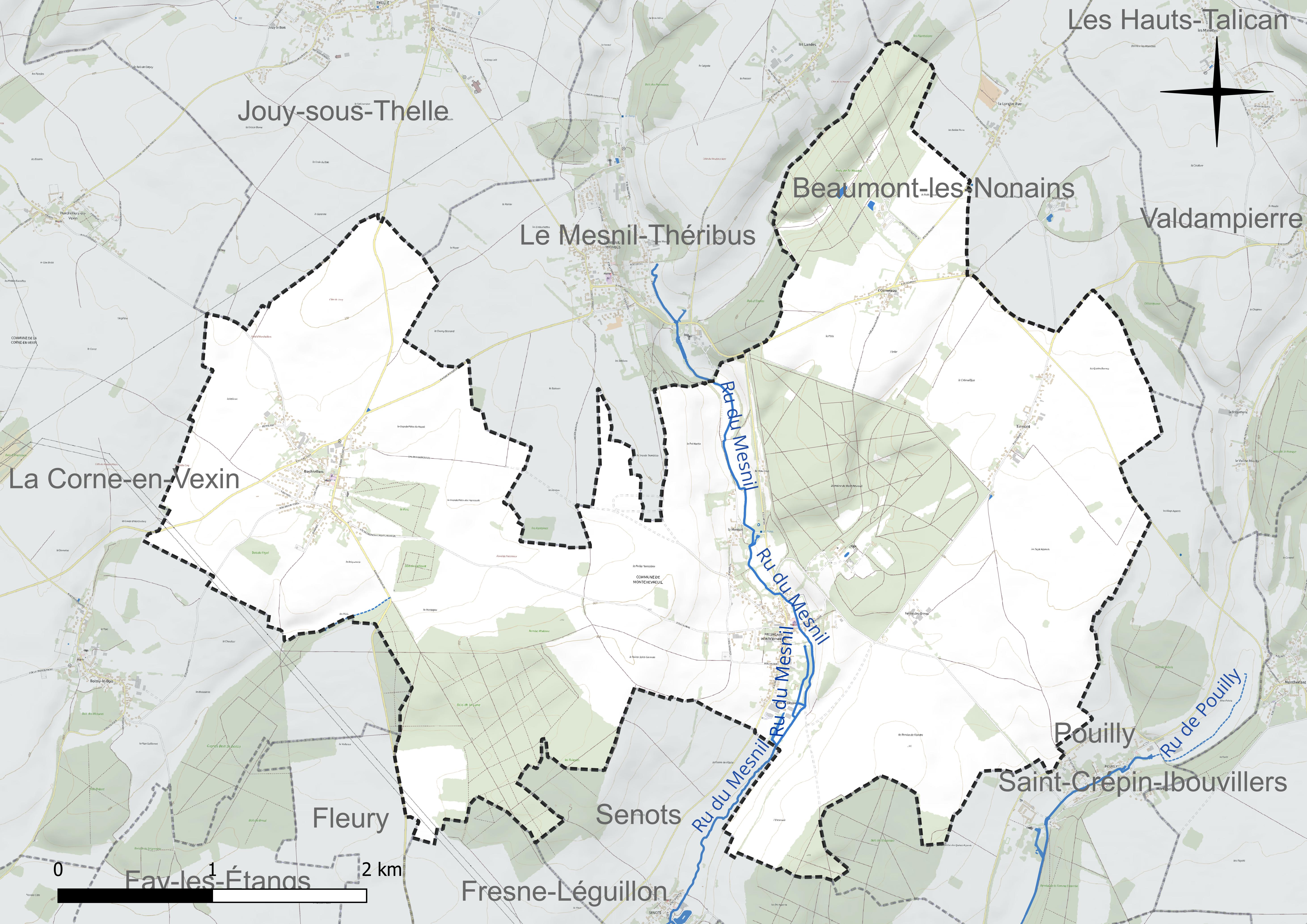
Réseau hydrographique de Montchevreuil.

### Climat
Pour des articles plus généraux, voir Climat des Hauts-de-France et Climat de l'Oise.
En 2010, le climat de la commune est de type climat océanique dégradé des plaines du Centre et du Nord, selon une étude du CNRS s'appuyant sur une série de données couvrant la période 1971-2000. En 2020, Météo-France publie une typologie des climats de la France métropolitaine dans laquelle la commune est exposée à un climat océanique et est dans la région climatique Sud-ouest du bassin Parisien, caractérisée par une faible pluviométrie, notamment au printemps (120 à 150 mm) et un hiver froid (3,5 °C).
Pour la période 1971-2000, la température annuelle moyenne est de 10,4 °C, avec une amplitude thermique annuelle de 14,5 °C. Le cumul annuel moyen de précipitations est de 734 mm, avec 11,6 jours de précipitations en janvier et 8,1 jours en juillet. Pour la période 1991-2020, la température moyenne annuelle observée sur la station météorologique la plus proche, située sur la commune de Jaméricourt à 9 km à vol d'oiseau, est de 11,0 °C et le cumul annuel moyen de précipitations est de 695,7 mm,. Pour l'avenir, les paramètres climatiques de la commune estimés pour 2050 selon différents scénarios d'émission de gaz à effet de serre sont consultables sur un site dédié publié par Météo-France en novembre 2022.

## Urbanisme

### Typologie
Au 1er janvier 2024, Montchevreuil est catégorisée commune rurale à habitat dispersé, selon la nouvelle grille communale de densité à sept niveaux définie par l'Insee en 2022.
Elle est située hors unité urbaine. Par ailleurs la commune fait partie de l'aire d'attraction de Paris, dont elle est une commune de la couronne,.

### Voies de communication et transports
La commune est desservie, en 2023, par les lignes 617, 6105, 6121, 6131, 6136, 6138 et 6146 du réseau interurbain de l'Oise.

## Toponymie
Le nom de la localité est attesté sous les formes Montchevreul (1169) ; Johanne de Montchevrel (1169) ; de monte chevrel (1192) ; Johannes de Montechevrel (vers 1192) ; Monchevrel (1193) ; Nicholaus de monte Caprioli (1200) ; Mons capreoli (1200) ; de monte capreoli (1212) ; Nicolaus de monte capreoli (1214) ; Monte capreolum (1217) ; Johannes de monte caprioli (1224) ; mons capriolii (1224) ; decima montis Caprosi (1225) ; Johannes de Monchevrel (1226) ; Johannes de Montchevrel (vers 1235) ; Gilo de monte chevrel (1235) ; Johannes de monte caprello (1237) ; Monchevreul (1238) ; Montcheverel (1238) ; Moncheverel (1238) ; Johannes de Mont cheverel (1250) ; Johannes de Monte caprioli (1251) ; de monte capreolo (1257) ; Adelitia de Montchevrel (XIIIe) ; de monte chevrello (1257) ; Aegidio de Montchevrel (XIIIe) ; Monchevreil (1271) ; Guillaume de Montchevreau (1276) ; Mont chevrel (1286) ; de monte caprioli (XIIIe) ; Montchevreil (1302) ; Gillot de Montcevrel (1331) ; Moncheuvel (XIVe) ; de Montcavrel (XIVe) ; Monchevreux (1563) ; Mont-Chevreuil (1837) ; Montchevreuil (1840).
Composé médiéval de mont « hauteur, colline » et de chevruel « chevreuil ». De l'oïl mont et chevruel, « chevreuil ». Chevreul est la forme dialectale locale de chevreuil.

## Histoire
Le territoire de la commune nouvelle a été marqué par le travail de la nacre, comme de nombreux villages des Sablons. Au début du XXe siècle le village comptait 5 usines de boutons‚ 2 fabricants d'outils pour les boutonniers‚1 fabricant de jetons‚ 1 tabletier. boutonniers‚. De nombreux habitants, en particulier les femmes, travaillaient à domicile pour ces usines.
Résultant de la fusion des communes de Bachivillers et Fresneaux-Montchevreuil, la commune nouvelle a est créée par un arrêté préfectoral du 26 décembre 2018 qui a pris effet le 1er janvier 2019, avec Fresneaux-Montchevreuil pour chef-lieu,,.

## Politique et administration

### Rattachements administratifs et électoraux
La commune se trouve dans l'arrondissement de Beauvais du département de l'Oise.
Pour les élections départementales, la commune fait partie  du canton de Chaumont-en-Vexin
Pour l'élection des députés, elle fait partie de la troisième circonscription de l'Oise.

### Intercommunalité
La commune nouvelle est formée par deux anciennes collectivités qui faisaient partie de deux intercommunalités différentes :  Fresneaux-Montchevreuil était membre de la communauté de communes des Sablons, et Bachivillers  de la communauté de communes du Vexin Thelle.
Elles décident que la commune nouvelle est intégrée  à la communauté de communes des Sablons, malgré l'opposition du Vexin-Thelle,.

### Liste des maires
| Période      | Période                       | Identité         | Étiquette | Qualité |
| ------------ | ----------------------------- | ---------------- | --------- | --- |
| janvier 2019 | En cours (au 2 décembre 2020) | Christian Gouspy |           | Débitant de tabac retraité Maire de l'ex-commune de Fresneaux-Montchevreuil (2001 → 2018) Vice-président de la CC des Sablons (2020 → ) Réélu pour le mandat 2020-2026 |

## Équipements et services publics

### Enseignement

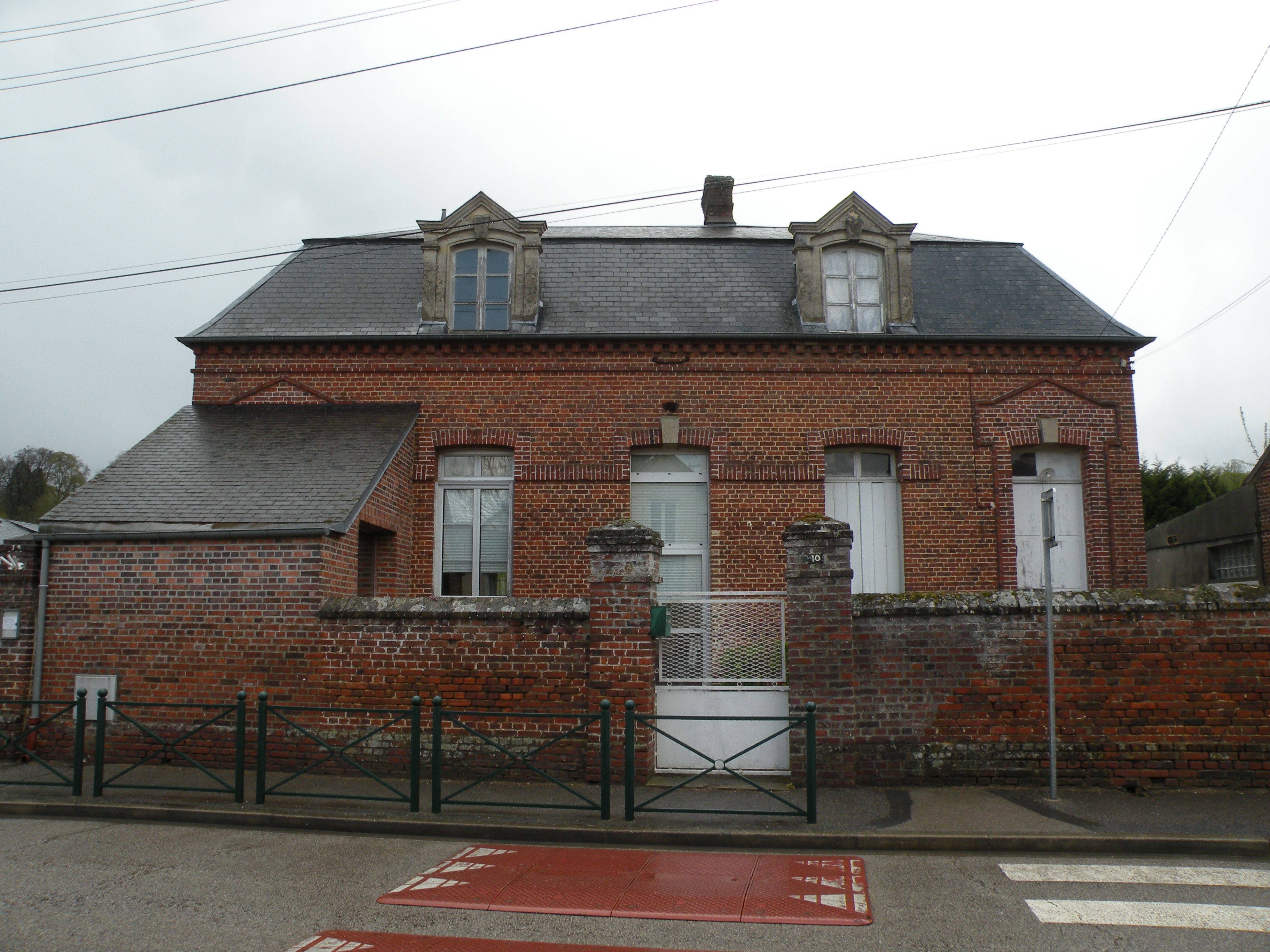
L'école de Fresneaux-Montchevreuil en 2012.

Les enfants de la commune nouvelle sont scolarisés avec ceux du Mesnil-Théribus dans le cadre d'un regroupement pédagogique intercommunal (RPI).
En 2021, l'école de Fresneaux accueille les enfants de maternelle et celle de Bachivillers de Grande section de maternelle, cours préparatoire CE1 et CE2. Ils disposent d'une cantine à Fresneaux et d'un accueil périscolaire à Bachivillers.

### Équipements culturels
La commune dispose d'une médiathèque municipale dont le fond, alimenté notamment par des prêts de la médiathèque départementale,  comprend près de 3 000 documents (livres, CD, DVD).

## Population et société

### Démographie
| 1968 | 1975 | 1982 | 1990 | 1999  | 2008  | 2013  | 2019  |
| ---- | ---- | ---- | ---- | ----- | ----- | ----- | ----- |
| 687  | 629  | 761  | 897  | 1 063 | 1 165 | 1 231 | 1 321 |

### Sports et loisirs
- Association sportive Montchevreuil - Tennis de table[26].

## Culture locale et patrimoine

### Lieux et monuments

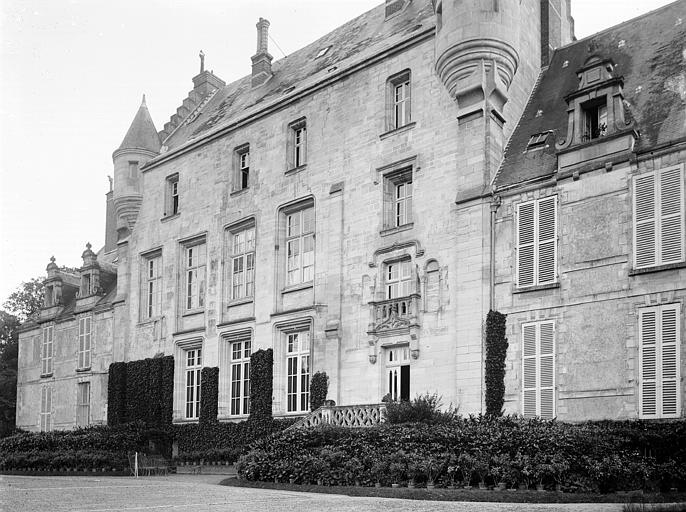
Le chateau de Montchevreuil au début du XXe siècle.

- Château de Montchevreuil, en ruine, date des XVIe siècle, XVIIe et XIXe siècles et a été construit sur  les fondations d'un château du XIIe siècle. Il a été occupé par la famille de Mornay pendant près de cinq siècles[15].

- L'église Saint-Germain de Fresneaux, dont la nef date du XIe siècle. Le chœur est de 1528,  les  transepts et l'abside sont de style gothique flamboyant. Le portail nord daté de 1538 porte déjà des caractères de la Renaissance. Les vitraux sont des XVIe et XIXe siècles[15]. 
Elle a bénéficié d'un important chantier de confortation à la fin  des années 2010[27],[28].

- L'église Saint Sulpice et Saint Lucien de Bachivillers, notable par ses trois magnifiques fenêtres à remplage flamboyant de son chœur et de la chapelle qui le flanque au nord.
Son accès est interdit pour des motifs de sécurité depuis avril 2022[15].

### Personnalités liées à la commune
- Madame de Maintenon (1635-1719), dame française des XVIIe et XVIIIe siècles qui fut l'épouse puis la veuve de Paul Scarron puis titrée marquise de Maintenon, et épouse secrête de Louis XIV, a résidé à de nombreuses reprises au château de Montchevreuil. Henri de Mornay, marquis de Montchevreuil (1622-1706), a été témoin de son mariage avec Louis XIV[15].
- Le Maréchal Soult,  militaire et homme d'État français, a également fréquenté le château[15].